# 므첸스크

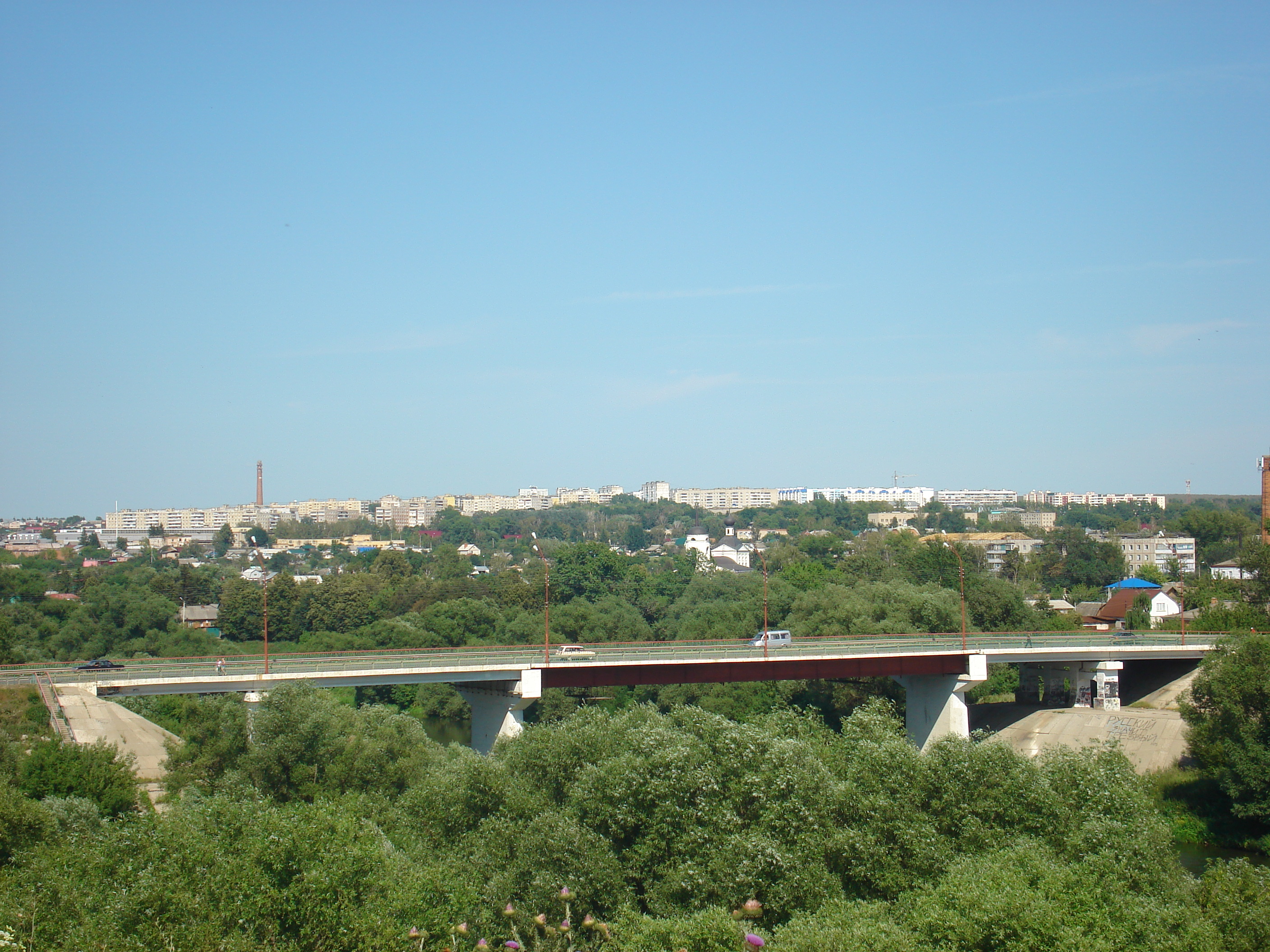

므첸스크(러시아어: Мценск)는 러시아의 도시이다. 오룔주에 위치해 있고 주샤강(오카강의 지류)에 접해 있다. 오룔에서 북동쪽으로 49 km지점에 위치해 있고, 모스크바-심페로폴 고속도로 지점에 위치해 있다. 인구는 4만 7,807명(2002년); 2만 8,000명(1970년)이다.
1147년에 므첸스크는 체르니히우 공국의 일부에 속해 있다. 원래는 미첸스크(Мьченск)였다. 1320년에는 리투아니아의 영토로 들어가다가 16세기부터는 러시아의 영토로 들어갔다. 1778년에는 도시로 등록되었다.
므첸스크는 북쪽으로 10 km지점에 가면, 이반 투르게네프가 살았던 집이 전시되어 있다.